# ジュネーヴ造形芸術大学
ジュネーヴ造形芸術大学（フランス語: Haute École d'art et de design Genève, 通称HEAD）は、ヨーロッパ最高の美術大学の一つ。西スイス応用科学大学グループに所属する高等教育機関である。国際的にも評価が高く、現代アートに関するあらゆる領域のプログラムを提供している。学士課程と修士課程を有しており、視覚芸術、映像、デザイン（インテリアデザイン、視覚コミュニケーション、ファッション、ジュエリー、ニューメディア）の3学科から構成されている。現在の学長はジャン=ピエール・グレフ。

## 歴史
200年の歴史を持つ2つの美術大学、すなわちジュネーヴ美術学校（L'École des beaux-arts de Genève, 1748年創立）と高等応用美術学校（Haute école d'arts appliqués, HEAA）の合併により、2006年にHEADが誕生した。

## 学科構成
教育は実践と理論の連携のもと成立しており、これら二本の柱によって現代世界を批判的に理解できるような指導が目指されている。授業形態としてはアトリエ実習、講義、会議、演習（セミナー）があり、アート、映像、デザインの専門家による指導を得られる環境が整っている。実習はデザイナー、アーティスト、ディレクター、映像作家、その他の国際的な活躍をしている専門家によって教えられている。学ぶことができる分野は幅広く、ドローイング、絵画、彫刻、インスタレーション、パフォーマンス、美術批評、キュレーション、サイバーメディア、ニューメディア、その他アート、映像、デザインに関する分野がある。学生数は約350名で、その出身国は20を超える。
- 視覚芸術学科
  - 我有化、アート、再生産（HES学士）
  - アート／アクション、アート、身体（HES学士）
  - 建築、アート、空間（HES学士）
  - 情報／フィクション、アート、現実（HES学士）
  - インタラクション、アート、インターフェース（HES学士）
  - 表象、アート、イメージ（HES学士）
  - CCC（批評、キュレーション、サイバーメディア）（HES修士）
  - TRANS（教育方法）（HES修士）
  - WORK MASTER（現代アート実践）（HES修士）

- 映像学科
  - 映像・ドキュメンタリー（HES学士）
  - 映像（HES修士）

- デザイン学科
  - インテリア建築（HES学士）
  - 視覚コミュニケーション（HES学士）
  - ファッションデザイン（HES学士）
  - ジュエリーデザイン（HES学士）
  - メディアデザイン（HES修士）
  - 空間コミュニケーション（HES修士）
  - ファッション・アクセサリーデザイン（HES修士）

## 歴代学長
- 1850年 - 1893年 - Barthélemy Menn

## 著名な教員
- Pierre-Eugène Vibert

## 著名な出身者
- リカルド・ボフィル
- Robert Nicoïdski
- Isabelle Balducchi
- Vivaldo Martini
- Cristi Puiu
- François-Louis Schmied
- Edmond-Henri Zeiger-Viallet